# Berothella phantoma
Berothella phantoma är en insektsart som beskrevs av Banks 1934. Berothella phantoma ingår i släktet Berothella och familjen Dilaridae. Inga underarter finns listade i Catalogue of Life.